# Église Saint-Roch de Roche-Charles
L'église Saint-Roch de Roche-Charles, aussi appelée chapelle saint-Roch est une église catholique française située à Roche-Charles-la-Mayrand, dans le Puy-de-Dôme.

## Localisation
L'église est située sur une colline isolée dans les monts du Cézallier, sur la commune de Roche-Charles-la-Mayrand (Puy-de-Dôme).

## Description
On suppose qu'à l'origine l'édifice était une chapelle de pèlerinage. Le bâtiment est de style roman et a subi des modifications pour sa défense, probablement au cours de la guerre de Cent Ans ou peut-être pendant les guerres de Religion. L'église présente une nef romane et une chapelle et un vestibule datant du 15e siècle.

## Historique
L'édifice a été inscrit au titre des monuments historiques le 27 octobre 1986.